# Annemarie van Haeringen
Annemarie van Haeringen (Haarlem, 16 februari 1959) is een Nederlandse illustratrice en prentenboekenmaakster.

## Biografie
Van Haeringen heeft de lerarenopleiding tekenen en handvaardigheid in Tilburg gevolgd. Op de Rietveld Academie koos ze voor het hoofdvak illustratie. Na haar afstuderen in 1983 ging ze dan ook meteen aan de slag als illustratrice van kinder- en jeugdboeken. Haar eerste boek was Kattesprongen en reuzestappen (1985).
In de periode 1994-2003 maakte ze voor de VPRO een serie filmpjes, gebaseerd op verhalen van Toon Tellegen. Ze werkte verder voor Trouw, NRC Handelsblad en diverse kindertijdschriften. 
In 1996 maakte zij het Kinderboekenweekgeschenk De koning bakt een huis,  met als hoofdpersoon een pad zonder schild. In 2007 illustreerde zij - ook voor de Kinderboekenweek - Wat niemand weet, een boek over narwals, geschreven door Tonke Dragt. 
Een tentoonstelling van haar schetsboekjes en tekeningen was in 2022 onder de titel 'Op papier durf ik alles' te zien in het Allard Pierson van de Universiteit van Amsterdam. Aan deze instelling schonk zij in 2023 haar gehele archief.

## Prijzen
- 1998 – Kinderboekwinkelprijs voor Onder water, boven water
- 1999 – Gouden Penseel voor Malmok, geschreven door Sjoerd Kuyper
- 2000 – Gouden Penseel voor De prinses met de lange haren
- 2000 – Pluim van de maand april voor De prinses met de lange haren
- 2001 – Kiekeboekprijs voor de illustraties bij Een grote ezel
- 2002 – Pluim van de maand mei voor Kleine Ezel en jarige Jakkie
- 2003 – Zilveren Griffel en Pluim van de maand maart voor Het begin van de zee
- 2003 – Oostenrijkse Kinder- en Jeugdboekenprijs, samen met Rindert Kromhout, voor Kleine Ezel en jarige Jakkie
- 2005 – Gouden Penseel voor Beer is op Vlinder
- 2007 – Leespluim van de maand juni, samen met Rindert Kromhout, voor Kleine Ezel en het boebeest
- 2012 – Vlag en Wimpel (Penseeljury) voor Papa, hoor je me? van Tamara Bos
- 2013 – Leespluim voor Ik wil ook!
- 2014 – Zilveren Penseel voor Coco of het kleine zwarte jurkje
- 2015 – Leespluim van januari, Zilveren Penseel en Gouden Plaque Bratislava voor Sneeuwwitje breit een monster
- 2018 - Zilveren Penseel, in de categorie 6 tot 12 jaar, voor En toen, Sheherazade, en toen?, auteur Imme Dros
- 2021 - Zilveren Penseel, in de categorie Geïllustreerde kinderboeken, voor Mensen met koffers, auteur Sjoerd Kuyper
- 2023 - Woutertje Pieterse Prijs, samen met Bibi Dumon Tak voor Vandaag houd ik mijn spreekbeurt over de anaconda
- 2025 - Max Velthuijs-prijs, oeuvreprijs voor kinderboekenillustraties[1]

## Bestseller 60
| Boeken met noteringen in de Nederlandse Bestseller 60 | Jaar van verschijnen | Datum van binnenkomst | Hoogste positie | Aantal weken | Opmerkingen                        |
| ----------------------------------------------------- | -------------------- | --------------------- | --------------- | ------------ | ---------------------------------- |
| Beer is op Vlinder                                    | 2005                 | 12-10-2005            | 43              | 1            | Gouden Penseel                     |
| Wat niemand weet                                      | 2007                 | 10-10-2007            | 1(2wk)          | 6            | in samenwerking met Tonke Dragt    |
| De egel, dat ben ik                                   | 2021                 | 24-11-2021            | 11              | 22           | in samenwerking met Toon Tellegen  |
| Vandaag houd ik mijn spreekbeurt over de anaconda     | 2022                 | 19-04-2022            | 19              | 7            | in samenwerking met Bibi Dumon Tak |

## Tentoonstellingen
- 2016: Literair Museum, Hasselt
- 2022: Allard Pierson van de Universiteit van Amsterdam, Amsterdam